# Ramases
Ramases (eigentlich Barrington Frost, fälschlicherweise oft mit dem Session-Sitar-Spieler auf der LP Space Hymns, Martin Raphael, gleichgesetzt) war ein englischer Musiker. Gemeinsam mit seiner Frau Dorothy, die den Künstlernamen Selket wählte, veröffentlichte er zwischen 1968 und 1975 mehrere Singles und die aufwändig produzierten Alben Space Hymns und Glass Top Coffin, die dem Psychedelic Rock zugeordnet werden. Er schied kurz nach Veröffentlichung des zweiten Albums durch Suizid aus dem Leben.

## Biografie
Barrington Frost wurde in der zweiten Hälfte der 1930er Jahre in Sheffield geboren. Nach der Schule ging er zum Militär und wurde Ausbilder. In den späten 1950er Jahren trat er als Jazzsänger auf und lernte dabei seine künftige Frau Dorothy kennen, die er nach nur drei Wochen heiratete. Als Vertreter für Zentralheizungen führte der Lebensweg Frosts und seiner Gattin dann nach Schottland. Im Lauf der Zeit entwickelte das Paar eine gewisse Exzentrik, indem sich Frost den Kopf kahlrasierte und das Paar 1967, inzwischen in Sheffield, seinen Bungalow im Stil einer römischen Villa umgestaltete. Ein Mosaik des römischen Kaisers Hadrian zierte das Äußere des Hauses. Die Entwässerungstechnik des Badezimmers war nach altägyptischen Prinzipien geplant.
Durch die Beschäftigung mit antiken Fresken für das Haus in Sheffield stieß das Paar auf Abbildungen des ägyptischen Pharaohs Ramses II. und der ägyptischen Göttin Selket, in denen das Paar eine Ähnlichkeit mit sich sah und von denen die beiden, die inzwischen psychedelische Musik mit esoterisch bzw. kosmisch angehauchten Texte zu schreiben begonnen hatten, ihre Künstlernamen herleiteten.
1968 gelang es Ramases & Selket, einen Plattenvertrag mit CBS abzuschließen, worauf die beiden Titel Crazy One und Mind‘s Eye eingespielt wurden. Die Single hatte keinen Erfolg. Mit diesem für beide Seiten unbefriedigenden Ergebnis war die Zusammenarbeit mit CBS wieder beendet. 
Noch im selben Jahr wurde die weitere Single Screw You bei dem ungleich kleineren Label Major Minor veröffentlicht. Tracknamen und Künstlernamen wurden für spätere Neuauflagen mehrfach variiert, die Künstler wurden u. a. Ramases & Seleka oder Ram & Sel genannt.
Im Jahr 1970 konnte Ramases bei Vertigo Records unter Vertrag gehen, einem auf Progressive Rock spezialisierten Sublabel von Philips. Auf Anregung von Harvey Lisberg, dem Manager von Herman’s Hermits, nahmen Ramases und Selket das 1971 erschienene Album Space Hymns in den Strawberry Studios in Stockport auf. Als Studiomusiker zur Umsetzung der Kompositionen des Künstlerpaares wurden Eric Stewart (Lead Guitar und Moog-Synthesizer), Lol Creme (Lead Guitar und Moog-Synthesizer) und Kevin Godley (Schlagzeug und Flöte) verpflichtet, die als Sessionmusiker um Lisbergs Songwriter Graham Gouldman (Gitarre und Bass) tätig waren. Stewart und Gouldman waren zuvor schon bei Wayne Fontana and the Mindbenders, als Quartett mit Godley & Creme bildeten sie zwei Jahre später die Band 10cc. Das Cover des Albums Space Hymns wurde von Roger Dean gestaltet. Es ließ sich zu sechsfacher Größe ausklappen und zeigt, wie die Spitze eines Kirchturms abgesprengt wird und sich als Raumschiff in den Himmel erhebt. Das Album war ein mäßiger Erfolg in England und Deutschland. Die Musik wurde mit Hawkwind und Quintessence verglichen. Charakteristisch sind der Einsatz von Rückwärtsspuren, wirren Flötenmelodien und Becken-Crescendi zu hypnotischen Wiederholungen. Der Titel You‘re the only one, Joe wiederholt ausschließlich jene Textzeile mehrstimmig 35-mal.
Aus dem Album wurden zwei Singles ausgekoppelt. Jesus come back und Ballroom, das auf dem Album den Titel Balloon trug. Auf dem Album befindet sich außerdem das schon als Debütsingle erschienene Lied Crazy One nun als Neueinspielung unter dem Titel Quasar One, als Hymne an einen Quasar. Als Grund für die abweichenden Titel werden Übertragungsfehler der Plattenfirmen genannt.
Da LP und Singles nur mäßig Erfolg hatten und es keine Live-Auftritte gab, wurde es in den folgenden Jahren ruhig um den Musiker. Das Musikerpaar zog gemeinsam mit Frosts Mutter nach Felixstowe in Suffolk. 
Erst 1975 erschien mit Glass Top Coffin ein zweites Album. Die Produktion in den Phonogram Studios in London hat Barry Kirsch geleitet, als Begleitmusiker traten in Erscheinung: Jo Romero, Pete Kingsman, Roger Harrison, Bon Bertles (von Nucleus) und Colin Thurston, darüber hinaus waren Mitglieder des Royal Philharmonic Orchestra und des London Symphony Orchestra an der Aufnahme beteiligt und für Chorgesang hatte man Sue Glover und Sunny Leslie von Brotherhood of Man verpflichtet. Es entstand ein Konzeptalbum, das hymnische Gesänge über orchestraler Musik (Golden Landing I & II) genauso enthält wie dynamischen Progressive Rock (Titelstück Glass Top Coffin). Das Cover war abermals aufwändig gestaltet, nun als Klappcover mit der ausgestanzten Silhouette eines Menschen, der wie ein Raumfahrer ins All einzutauchen scheint. Aufgrund der Ausführung des Covers kam es zu Differenzen zwischen der Plattenfirma und Frost, der seine ursprüngliche Intention nur mangelhaft umgesetzt sah und noch in letzter Sekunde vor Drucklegung an den Druckplatten letzte Korrekturen vornahm, die sich jedoch nur noch marginal auf die optische Gestaltung und den weiteren Herstellungsprozess auswirkten. Trotz aufwändiger Produktion erfuhr das Album überhaupt keine merkliche Rezeption.
Der Künstler, der als Autonarr galt und dessen persönliches Umfeld nicht frei von Problemen war, zog sich daraufhin aus der Öffentlichkeit zurück. Die Presse vermeldete noch geringere Erfolge als Airbrush-Maler, so soll eines seiner Bilder größere Verbreitung als Druckgrafik erfahren haben. Auch soll er als Gestalter von Schachfiguren gewirkt und an einem philosophischen Buch gearbeitet haben. Kurz nach der Veröffentlichung von Glass Top Coffin (nach unterschiedlichen Quellen 1976 oder 1978) schied der Künstler durch Selbstmord aus dem Leben, sein Tod wurde jedoch erst Mitte der 1990er Jahre bekannt. 
Im Jahr 2000 machte der schwedische Schauspieler Peter Stormare Frosts Witwe Dorothy über Zeitungsanzeigen in der East Anglian Daily Times ausfindig. Stormares Interesse und die Nachfrage durch Fans führten dann schließlich zur Wiederveröffentlichung der beiden Ramases-Alben. Die Demo-Aufnahmen zu einer geplanten dritten LP  Skylark sind verschollen.

## Diskografie

### Singles
- Ramases & Selket: Crazy One/Mind´s Eye (CBS 3717) 1968
- Ram & Sel: Screw You/Gold is the ring (MM 14553 AT) with PS 1970
- Ramases & Seleka: Love You on/Gold Is The Ring (MM 704) 1970
- Ramases: Balloon/Muddy Water (Philips 6113 001) 1971
- Ramases: Jesus Come Back/Hello Mister (Philips 6113 003) 1971

### Alben
- Space Hymns (Vertigo 6360 046) 1971
- Glass Top Coffin (Phillips 6360 115) 1975